# Kaveri

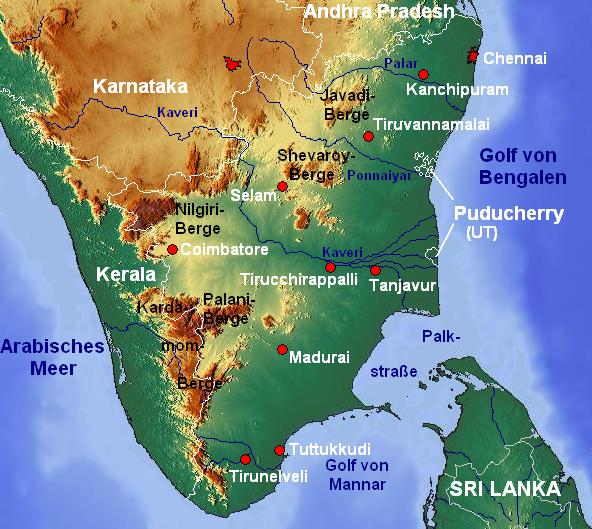
Kaveri chảy qua miền Nam Karnataka và sau đó vào Tamil Nadu.

Kaveri là một sông lớn tại Ấn Độ. Nơi khởi nguồn của sông theo quan niệm truyền thống là Talakaveri, Kodagu thuộc dãy Ghat Tây ở Karnataka, chảy về hướng nam và đông đến Karnataka và Tamil Nadu qua phần phía nam của cao nguyên Deccan qua vùng đất thấp ở đông nam, đổ vào vịnh Bengal qua hai cửa chính.
Lưu vực sông Kaveri được ước tính rộng 27.700 dặm vuông Anh (72.000 km2) với một số chi lưu như Shimsha, Hemavati, Arkavati, Honnuhole, Lakshmana Tirtha, Kabini, Bhavani, Lokapavani, Noyyal và sông Amaravati. Khởi nguồn từ tây nam bang Karnataka, sông chảy về phía đông nam 475 mi (765 km) để vào vịnh Bengal. Phía đông của Mysore, sông tạo nên một hòn đảo là Shivanasamudra, ở một trong hai bên có thác Shivanasamudra đổ xuống với độ cao 320 ft (100 m). Sông cung cấp nước cho ccs hệ thống tưới tiêu và nhà máy thủy điện trong lưu vực.
Con sông cung cấp nước tưới tiêu cho nông nghiệp trong hàng thế kỷ và là một huyết mạch đối với một số vương quốc cổ xưa và thành phố hiện đại tại miền Nam Ấn Độ.